# Cerkiew św. Haralampiusza w Kiszyniowie
Cerkiew św. Haralampiusza – prawosławna cerkiew w Kiszyniowie, w jurysdykcji eparchii kiszyniowskiej Mołdawskiego Kościoła Prawosławnego.

## Historia
Cerkiew była budowana w latach 1812–1836 z prywatnej fundacji małżonków Haralambie i Marii; jej patronem został święty męczennik będący równocześnie patronem fundatora. Prawdopodobnie na jej miejscu wcześniej znajdowała się starsza, drewniana świątynia prawosławna. 
Świątynia była czynna do przyłączenia Kiszyniowa i całego regionu do Związku Radzieckiego. Wówczas, podobnie jak inne cerkwie w mieście, została zamknięta, a następnie zaadaptowana na teatr „Danco”. W 1993 została zwrócona Cerkwi prawosławnej, przystąpiono wówczas do jej remontu i ponownego urządzania wnętrza w zgodzie z wymogami prawosławnej liturgii.

## Architektura

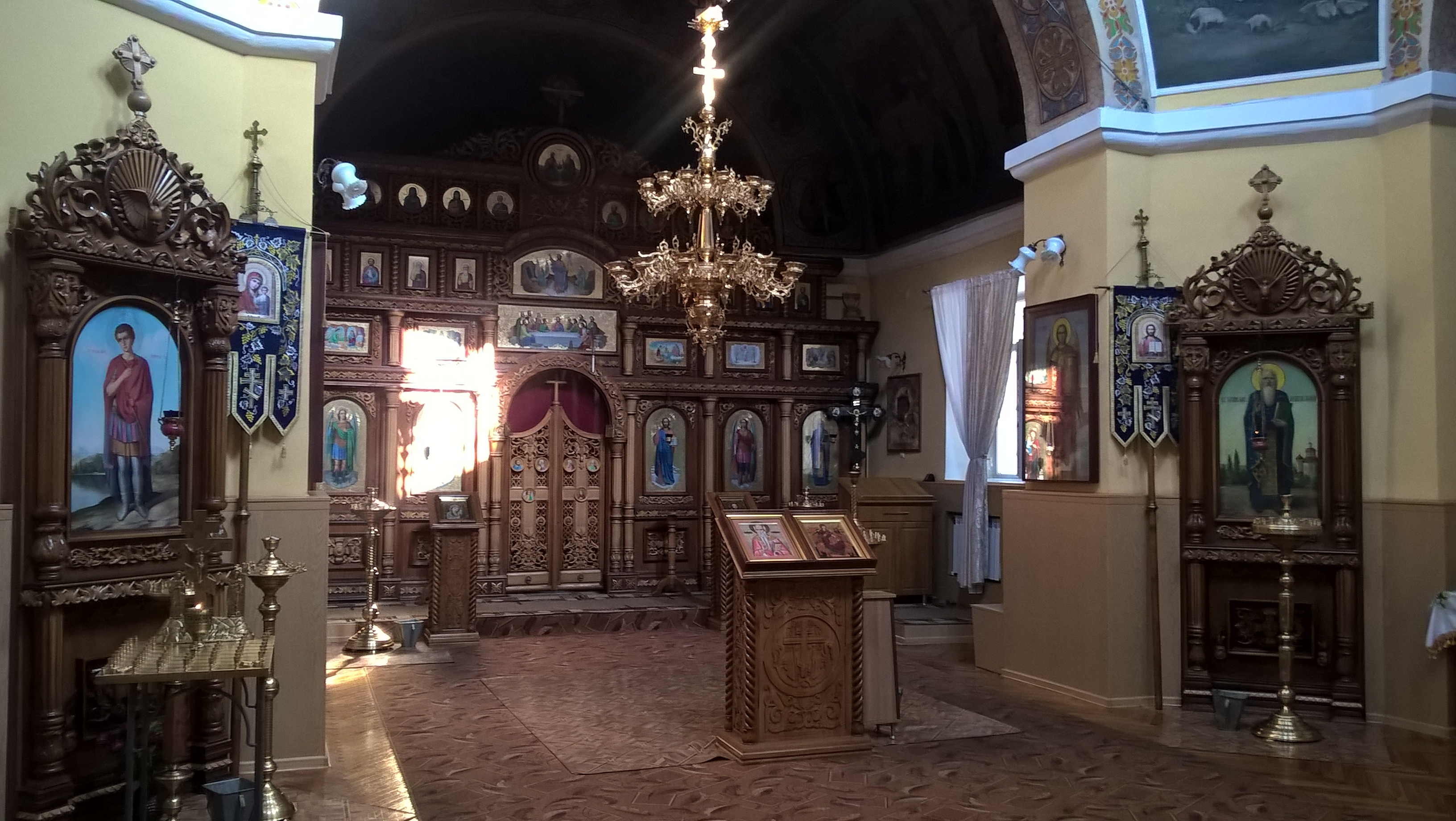
Wnętrze

Cerkiew reprezentuje styl neoklasycystyczny i została wzniesiona według jednego ze standardowych projektów świątyń, w oparciu o które w XIX–XX w. w Imperium Rosyjskim budowano nowe prawosławne obiekty sakralne. Zbudowano ją na planie krzyża z kopułą na przecięciu nawy głównej i bocznej, posadowioną na obszernym bębnie. Dzwonnica cerkwi znajduje się nad przedsionkiem. Z zewnątrz elewacje budynku zdobione są pilastrami, nad bocznymi wejściami do cerkwi, przez nawę boczną, znajdują się trójkątne frontony.